# Forskalia saccula
Forskalia saccula är en nässeldjursart som beskrevs av Grace Odel Pugh 2003. Forskalia saccula ingår i släktet Forskalia och familjen Forskaliidae. Inga underarter finns listade i Catalogue of Life.